# Lepelletier-Getriebe
Das Lepelletier-Getriebe ist eine Weiterentwicklung des Ravigneaux-Getriebesatzes zur Verwendung in Automatikgetrieben. Während der Ravigneauxsatz eine Schaltung von bis zu 4 Gängen erlaubt, ermöglicht der Lepelletier-Satz die Realisierung von fünf und mehr Gängen.
Der Lepelletier-Satz entsteht, indem einem Ravigneaux-Satz (im Bild grau/rot/grün) ein weiterer einfacher Planetensatz (blau/orange) vorangestellt und mit Kupplungen verbunden wird. Aus der Ganganzeige-Tabelle in der Abbildung erkennt man, dass für die Schaltung von sieben Vorwärtsgängen und einem Rückwärtsgang drei Kupplungen und drei Bremsen nötig sind. Das Hohlrad (blau) des einfachen Planetensatzes ist zudem permanent mit der Motorantriebswelle (weiß) verbunden. Das heißt, dass auch im Leerlauf der einfache Planetenradsatz immer mitgedreht wird. Der Abtrieb erfolgt immer über das Hohlrad (grau) des Ravigneaux-Satzes und ist über das Differential mit den Antriebsrädern verbunden.
Bei einem Sechs-Gang-Automatikgetriebe wird das hellblaue Sonnenrad permanent blockiert, so dass die schaltbare Bremse für dieses Rad entfallen kann und der fünfte Gang mit der Übersetzung eins entfällt.
In der Abbildung ist der Ravigneaux-Satz entgegen der Praxis zur übersichtlicheren Darstellung vertikal gespiegelt dargestellt.

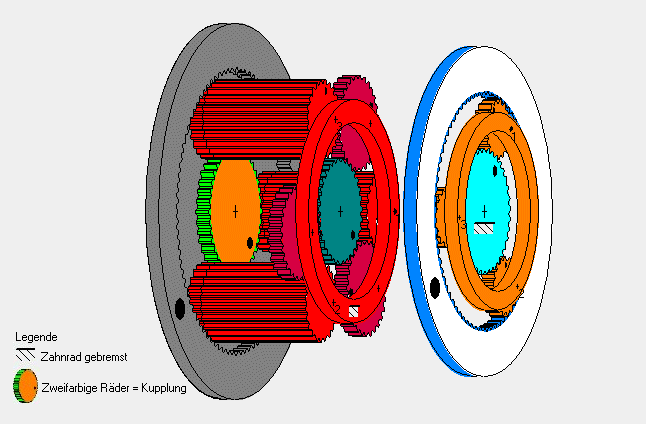
Rückwärts-Gang
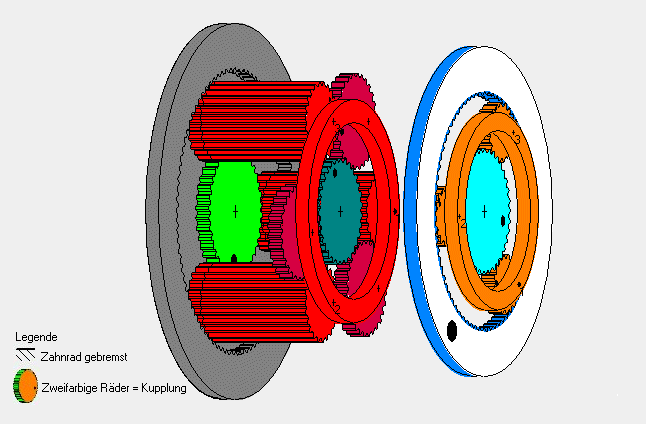
Leerlauf
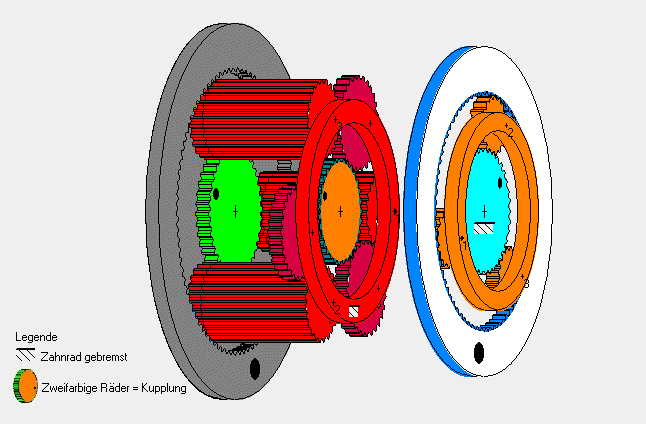
1. Gang
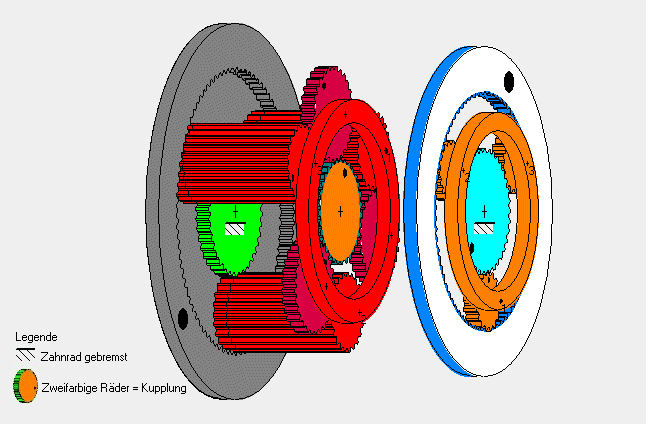
2. Gang
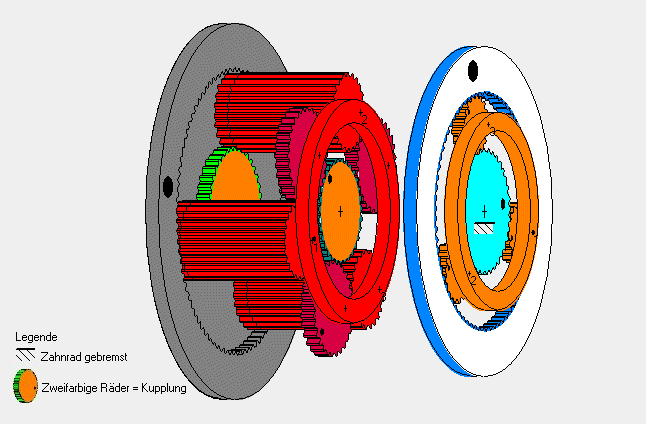
3. Gang
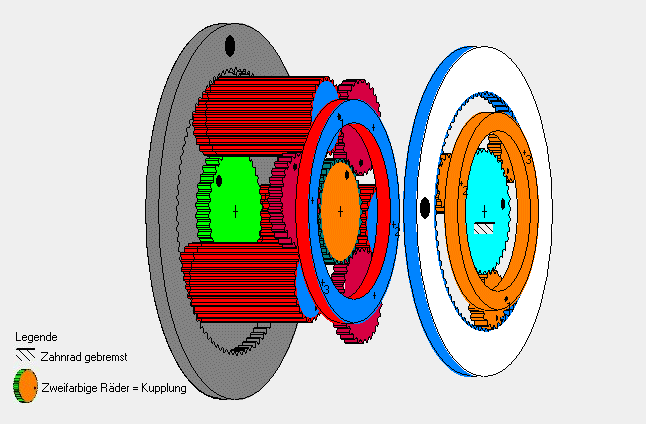
4. Gang
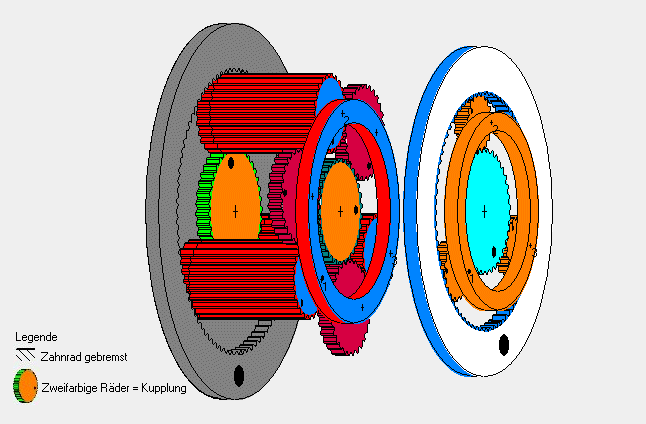
5. Gang
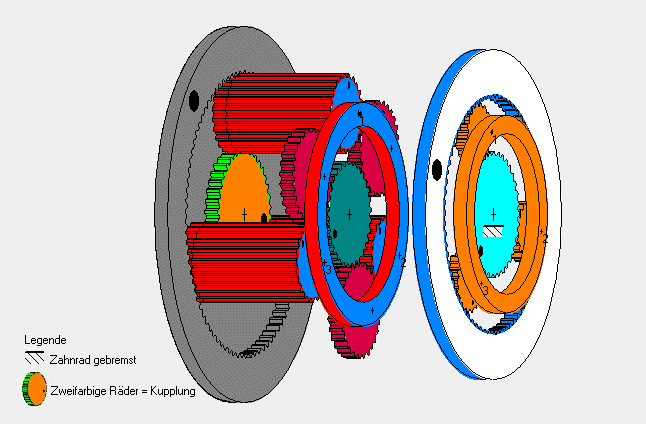
6. Gang
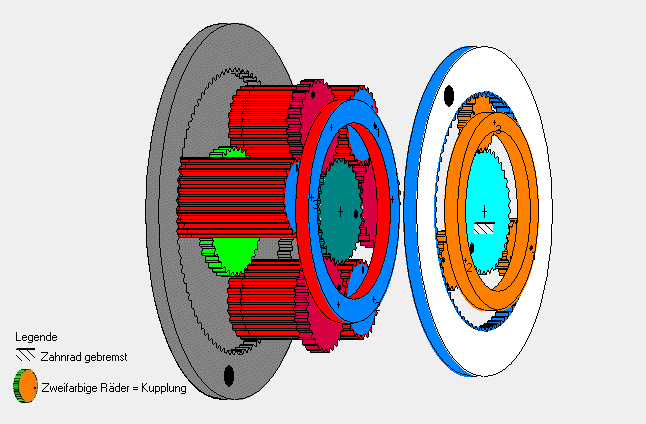
7. Gang